# Хроніки Нарнії: Принц Каспіан
«Хроніки Нарнії: Принц Каспіан» (англ. The Chronicles of Narnia: Prince Caspian) — екранізація казкового роману «Принц Каспіан», четвертої книги серії «Хроніки Нарнії» Клайва Стейплза Льюїса. Є другим фільмом у серії.
В українському прокаті у перший вікенд фільм мав 83 фільмокопії, усі з дубляжем українською мовою.
Дубльований українською мовою компанією «Невафільм Україна» на замовлення «Disney Character Voices International» у 2008 році.

## Касові збори
Під час показу в Україні, що розпочався 15 травня 2008 року, протягом перших вихідних фільм демонстрували на 83 екранах, що дозволило йому зібрати $518,108 і посісти 1 місце в кінопрокаті того тижня. Фільм опустився на другу сходинку українського кінопрокату наступного тижня, хоч досі демонструвався на 83 екранах і зібрав за ті вихідні ще $184,430. Загалом фільм в кінопрокаті України пробув 10 тижнів і зібрав $1,121,175, посівши 14 місце серед найбільш касових фільмів 2008 року.